# 대백제로
대백제로(Daebaekje-ro)는 충청남도 서천군 장항읍 동백대교와 부여군을 거쳐 논산시 광석면 대교앞 교차로를 잇는 충청남도의 도로이다.

## 연혁
- 1998년 1월 12일 : 부여군 규암면 규암리 ~ 부여읍 동남리 2.7 km 구간 신설 개통, 기존 1.5 km 구간 폐지[1]
- 1999년 7월 23일 : 부여군 홍산면 좌홍리 ~ 남촌리 1.32 km 구간 확장 개통, 기존 1.21 km 구간 폐지[2]
- 2000년 6월 26일 : 구룡우회도로(부여군 구룡면 동방리 ~ 주정리) 2.8 km 구간 개통, 기존 1.75 km 구간 폐지[3]
- 2008년 12월 31일 : 구룡 ~ 부여간 도로(부여군 구룡면 태양리 ~ 부여읍 동남리) 9.49 km 구간 확장 개통, 기존 부여군 구룡면 주정리 ~ 부여읍 동남리 6.7 km 구간 폐지[4]
- 2009년 7월 17일 : 서천군 서천읍 군사리 ~ 삼산리 500m 구간 개량 개통, 기존 320m 구간 폐지[5]
- 2009년 8월 25일 : 2개 이상 시·군에 걸쳐 있는 도로로 대백제로를 고시[6]
- 2009년 12월 31일 : 부여 ~ 논산간 도로(부여군 부여읍 군수리 ~ 논산시 성동면 원북리) 13.5 km 구간 확장 개통, 기존 16.2 km 구간 폐지[7]
- 2011년 12월 22일 : 서천군 판교면 복대리 ~ 부여군 구룡면 동방리 11.88 km 구간 확장 개통[8]
- 2014년 1월 29일 : 서천군 서천읍 오석리 1.26 km 구간 확장 개통[9]
- 2014년 7월 31일 : 서천군 판교면 마대리 ~ 복대리 1.2 km 구간 확장 개통, 기존 1.1 km 구간 폐지[10]
- 2014년 12월 31일 : 서천 나들목 ~ 판교간 도로(충청남도 서천군 서천읍 오석리 ~ 판교면 마대리) 8.18 km 구간 확장 개통, 기존 7.75 km 구간 폐지[11]

## 주요 경유지
충청남도
- 서천군 (장항읍 - 마서면 - 서천읍 - 종천면 - 판교면) - 부여군 (옥산면 - 홍산면 - 남면 - 홍산면 - 구룡면 - 규암면 - 부여읍 - 석성면) - 논산시 광석면

## 노선
| 이름                            | 접속 노선                                             | 소재지 | 소재지                                                    | 비고                                                      |
| ------------------------------- | ----------------------------------------------------- | ------ | --------------------------------------------------------- | --------------------------------------------------------- |
| 동백대교                        |                                                       | 서천군 | 장항읍                                                    | 국도 제4, 77호선 구간                                     |
| 원수 교차로                     | 국가지원지방도 제68호선 (장산로)                      | 서천군 | 장항읍                                                    | 국도 제4, 77호선 구간                                     |
| 송내 교차로                     | 국도 제21호선 (금강로)                                | 서천군 | 마서면                                                    | 국도 제4, 21, 77호선 구간                                 |
| 과선교 송내1교                  |                                                       | 서천군 | 마서면                                                    | 국도 제4, 21, 77호선 구간                                 |
| 장항역사거리                    | 장항산단로 장항역길                                   | 서천군 | 마서면                                                    | 국도 제4, 21, 77호선 구간                                 |
| 덕암 교차로                     | 옥도로                                                | 서천군 | 마서면                                                    | 국도 제4, 21, 77호선 구간                                 |
| 삼산 교차로                     | 삼산길                                                | 서천군 | 서천읍                                                    | 국도 제4, 21, 77호선 구간                                 |
| 군사2 교차로                    | 장서로                                                | 서천군 | 서천읍                                                    | 국도 제4, 21, 77호선 구간                                 |
| 군사 교차로                     | 충절로                                                | 서천군 | 서천읍                                                    | 국도 제4, 21, 77호선 구간                                 |
| 사곡리                          | 사곡로                                                | 서천군 | 서천읍                                                    | 국도 제4, 21, 77호선 구간                                 |
| 서천 교차로                     | 국도 제21호선 국도 제77호선 (충서로) 서천로           | 서천군 | 서천읍                                                    | 국도 제4, 21, 77호선 구간                                 |
| 서천 나들목 (서천IC삼거리)      | 10호선 서해안고속도로                                 | 서천군 | 서천읍                                                    | 국도 제4호선 구간                                         |
| 화성 교차로                     | 국도 제4호선 (서천IC ~ 판교간 도로)                   | 서천군 | 서천읍                                                    | 국도 제4호선 구간                                         |
| 종천산업단지입구삼거리          | 석촌길                                                | 서천군 | 종천면                                                    |                                                           |
| 만덕교 만동교 후동교            |                                                       | 서천군 | 판교면                                                    |                                                           |
| 판교삼거리                      | 종판로                                                | 서천군 | 판교면                                                    |                                                           |
| 판교사거리                      | 판미로 판문로                                         | 서천군 | 판교면                                                    |                                                           |
| 복대1 교차로                    | 국도 제4호선 (서천IC ~ 판교간 도로) 대백제로2171번길  | 서천군 | 판교면                                                    | 국도 제4호선 구간                                         |
| 대덕 교차로                     | 대덕로                                                | 부여군 | 옥산면                                                    | 국도 제4호선 구간 논산 방면 진출 불가 서천 방면 진입 불가 |
| 옥산1 교차로                    | 신안로                                                | 부여군 | 옥산면                                                    | 국도 제4호선 구간 논산 방면 진입 불가 서천 방면 진출 불가 |
| 옥산교                          |                                                       | 부여군 | 옥산면                                                    | 국도 제4호선 구간                                         |
| 옥산2 교차로                    | 옥산동로 옥산북로                                     | 부여군 | 옥산면                                                    | 국도 제4호선 구간                                         |
| 금천교                          |                                                       | 부여군 | 옥산면                                                    | 국도 제4호선 구간                                         |
| 수암1 교차로                    | 안남로                                                | 부여군 | 옥산면                                                    | 국도 제4호선 구간                                         |
| 수암2 교차로                    | 안남로                                                | 부여군 | 옥산면                                                    | 국도 제4호선 구간                                         |
| 홍산1 교차로                    | 비흥로 대백제로576번길                                | 부여군 | 홍산면                                                    | 국도 제4호선 구간                                         |
| 홍산2 교차로                    | 한희동로                                              | 부여군 | 홍산면                                                    | 국도 제4호선 구간                                         |
| 남촌사거리                      | 지방도 제611호선 지방도 제613호선 (팔충로) 홍산시장로 | 부여군 | 홍산면                                                    | 국도 제4호선 구간 지방도 제611, 613호선 구간              |
| 제3홍산교                       |                                                       | 부여군 | 홍산면                                                    | 국도 제4호선 구간 지방도 제611, 613호선 구간              |
| 홍산 교차로                     | 지방도 제611호선 (남성로) 북토로                      | 부여군 | 홍산면                                                    | 국도 제4호선 구간 지방도 제611, 613호선 구간              |
| 좌홍 교차로                     | 지방도 제613호선 (홍산로)                             | 부여군 | 홍산면                                                    | 국도 제4호선 구간 지방도 제613호선 구간                   |
| 교원 교차로                     | 대백제로817번길 대백제로848번길                       | 부여군 | 홍산면                                                    | 국도 제4호선 구간                                         |
| 좌홍교                          |                                                       | 부여군 | 홍산면                                                    | 국도 제4호선 구간                                         |
| 점동 교차로                     | 삼용로 홍산점동로                                     | 부여군 | 홍산면                                                    | 국도 제4호선 구간                                         |
| 점동 교차로                     | 삼용로 홍산점동로                                     | 부여군 | 남면                                                      | 국도 제4호선 구간                                         |
| 송정 교차로                     | 송수로 조무로                                         | 부여군 |                                                           | 국도 제4호선 구간                                         |
| 송정 교차로                     | 송수로 조무로                                         | 부여군 | 홍산면                                                    | 국도 제4호선 구간                                         |
| 서부여 나들목 (서부여IC 교차로) | 151호선 서천공주고속도로                              | 부여군 |                                                           | 국도 제4호선 구간                                         |
| 동방 교차로                     | 방계로 흥수로                                         | 부여군 | 구룡면                                                    | 국도 제4호선 구간                                         |
| 죽교리                          | 지방도 제723호선 (구룡로)                             | 부여군 | 구룡면                                                    | 국도 제4호선 구간 지방도 제723호선 구간                   |
| 구룡교                          |                                                       | 부여군 | 구룡면                                                    | 국도 제4호선 구간 지방도 제723호선 구간                   |
| 구룡 교차로 (구룡2교)           | 국도 제40호선 지방도 제723호선 (흥수로)               | 부여군 | 구룡면                                                    | 국도 제4호선 구간 지방도 제723호선 구간 주정삼거리로 연결 |
| 주정1교                         | 부두로                                                | 부여군 | 구룡면                                                    | 국도 제4호선 구간 논산 방면 진출 불가 서천 방면 진입 불가 |
| 부여구룡 나들목                 | 17호선 익산평택고속도로                               | 부여군 | 구룡면                                                    | 국도 제4호선 구간                                         |
| 주정2교                         |                                                       | 부여군 | 구룡면                                                    | 국도 제4호선 구간                                         |
| 구봉 교차로                     | 국도 제40호선 (흥수로)                                | 부여군 | 구룡면                                                    | 국도 제4, 40호선 구간                                     |
| 합송 교차로                     | 합송서로                                              | 부여군 | 규암면                                                    | 국도 제4, 40호선 구간                                     |
| 내리 교차로                     | 국도 제29호선 국도 제39호선 (은암로)                  | 부여군 | 규암면                                                    | 국도 제4, 39, 40호선 구간                                 |
| 합송교                          |                                                       | 부여군 | 규암면                                                    | 국도 제4, 39, 40호선 구간                                 |
| 규암 교차로                     | 지방도 제625호선 (충절로)                             | 부여군 | 규암면                                                    | 국도 제4, 39, 40호선 구간                                 |
| 부여대교                        |                                                       | 부여군 | 규암면                                                    | 국도 제4, 39, 40호선 구간                                 |
| 부여읍                          |                                                       | 부여군 |                                                           | 국도 제4, 39, 40호선 구간                                 |
| 부여 교차로                     | 성왕로                                                | 부여군 |                                                           | 국도 제4, 39, 40호선 구간                                 |
| 왕포천교 왕포교                 |                                                       | 부여군 |                                                           | 국도 제4, 39, 40호선 구간                                 |
| 대왕 교차로                     | 금성로                                                | 부여군 |                                                           | 국도 제4, 39, 40호선 구간                                 |
| 가탑 교차로                     | 국도 제40호선 (성왕로)                                | 부여군 |                                                           | 국도 제4, 39, 40호선 구간                                 |
| 왕포천1교 동문교                |                                                       | 부여군 | 국도 제4호선 구간                                         |                                                           |
| 왕릉 교차로                     | 동문로                                                | 부여군 | 국도 제4호선 구간                                         |                                                           |
| 왕포천3교                       |                                                       | 부여군 | 국도 제4호선 구간                                         |                                                           |
| 능산 교차로                     | 왕릉로                                                | 부여군 | 국도 제4호선 구간 양방향 진출만 가능                      |                                                           |
| 왕포천4교                       |                                                       | 부여군 | 국도 제4호선 구간                                         |                                                           |
| 염창 교차로                     | 왕릉로                                                | 부여군 | 국도 제4호선 구간                                         |                                                           |
| 염창교                          |                                                       | 부여군 | 국도 제4호선 구간                                         |                                                           |
| 사비터널                        |                                                       | 부여군 | 국도 제4호선 구간 논산 방면 연장 860m 서천 방면 연장 820m |                                                           |
| 사비터널                        | 석성면                                                | 부여군 | 국도 제4호선 구간 논산 방면 연장 860m 서천 방면 연장 820m |                                                           |
| 석성 교차로                     | 지방도 제799호선 (금백로)                             | 부여군 | 국도 제4호선 구간                                         |                                                           |
| 사비문 정각천교                 |                                                       | 부여군 | 국도 제4호선 구간                                         |                                                           |
| 증산 교차로                     | 왕릉로 종북로                                         | 부여군 | 국도 제4호선 구간 논산 방면 진입 불가                     |                                                           |
| 증산천교                        |                                                       | 부여군 | 국도 제4호선 구간                                         |                                                           |
| 연화 교차로                     | 연화로                                                | 부여군 | 국도 제4호선 구간 논산 방면 진출 불가 서천 방면 진입 불가 |                                                           |
| 군계교                          |                                                       | 부여군 | 국도 제4호선 구간                                         |                                                           |
| 군계교                          | 논산시                                                | 광석면 | 국도 제4호선 구간                                         |                                                           |
| 원북 교차로                     | 논산시                                                | 광석면 | 국도 제4호선 구간                                         | 논산평야로 원북길 원북1길                                 |
| (이름 없음)                     | 논산시                                                | 광석면 | 국도 제4호선 구간                                         | 논산평야로                                                |
| 서논산 나들목                   | 논산시                                                | 광석면 | 국도 제4호선 구간                                         | 25호선 논산천안고속도로                                   |
| 갈산2교 갈산1교 대미교 황하교   | 논산시                                                | 광석면 | 국도 제4호선 구간                                         |                                                           |
| 논산 교차로                     | 논산시                                                | 광석면 | 국도 제4호선 구간                                         | 국도 제4호선 국도 제23호선 (득안대로)                     |
| 대교앞 교차로                   | 논산시                                                | 광석면 | 지방도 제643호선 (논산평야로) (중앙로)                    |                                                           |

## 주요 건물 및 시설
- 판교파출소 (충청남도 서천군 판교면 대백제로 1908)
- 판교면의용소방대 (충청남도 서천군 판교면 대백제로 1953-24)
- 옥산초등학교 (충청남도 부여군 옥산면 대백제로 330)
- 옥산정류소 (충청남도 부여군 옥산면 대백제로 332)
- 부여옥산우체국 (충청남도 부여군 옥산면 대백제로 336)
- 옥산면 행정복지센터, 옥산보건지소 (충청남도 부여군 옥산면 대백제로 336-6)